# Генрик Стецький
Генрик Юзеф Міхал Стецький (пол. Henryk Józef Michał Stecki; 1823, Житомир — 1895) — нумізмат, археолог. Власник маєтків у Романові і Межирічах.
Син Людвіга Стецького (1795—1859) та його дружини Юлії Чацької (1790—1827).
Після еміграції батька жив у тітки Дороти Стецької в с. Невірків. Зустрівся з батьком у дорослому віці.
Був одружений з Ядвігою Іллінською (1824—1889), дочкою Генрика Іллінського. У шлюбі мали дітей: Генрика (1847-?), згодом одруженого Генриці Куженєцькій (Kurzeniecka) (1860—1947); Ядвігу (1848—1933), згодом дружина Станіслава Марія Фердинанда Яблоновського (1846—1909); Людвігу (1850-?).
Рід Стецьких внесений в VI ч. Родовідної книги Волинської губернії.